# Coleophora klimeschi
Coleophora klimeschi é uma espécie de mariposa do gênero Coleophora pertencente à família Coleophoridae.